# つまらない住宅地のすべての家
『つまらない住宅地のすべての家』（つまらないじゅうたくちのすべてのいえ）は、津村記久子による日本の小説。『小説推理』（双葉社）にて2019年10月号から2020年5月号まで連載された後、2021年3月19日に同社より単行本が刊行された。
2022年10月、NHK総合にてテレビドラマ化された。

## 登場人物
丸川亮太（まるかわ りょうた）
中学3年生。閑静な住宅街で父と二人で暮らしている。父には内緒で、別れた母とメールで連絡を取り合っている。
丸川明
亮太の父。自治会の会長を務めている。
山崎正美
街外れのスーパーでパートタイマーとして働いている。
松山基夫
一人暮らしの男。正美が働くスーパーで警備員として勤務している。
笠原武則
妻と二人で暮らしている老齢の男。
笠原えつ子
武則の妻。
三橋博喜
中学1年生。
三橋博子
博喜の母。
三橋朗喜
博喜の父。
矢島みづき
小学4年生。
矢島ゆかり
みづきの妹。小学2年生。
村沢
正美と同じスーパーで働く同僚。
野嶋恵一（のじま けいいち）
亮太のクラスメイトで友人。かつ、同じ塾に通っている。
日置昭子
脱獄犯。横領の罪で収監されていたが脱走し、亮太らが住む街の近くに逃げ込んでいるとの情報がニュースで流れる。

## 書誌情報
- 単行本：2021年3月19日、双葉社。ISBN 978-4-575-24385-7[5]
- 文庫：2024年4月13日、双葉文庫。ISBN 978-4-575-52744-5[6]

## テレビドラマ
2022年10月10日から11月16日まで、NHK総合の「夜ドラ」枠にて放送された。主演は井ノ原快彦。最終話は当初11月17日に放送予定だったが、同日にサッカー日本代表対サッカーカナダ代表の国際強化試合を生放送する都合上、11月16日に第23話と最終話の2話分が連続放送された。

### キャスト

#### 丸川家
- 丸川明 - 井ノ原快彦
- 丸川亮太 - 岸蒼太（ジャニーズJr.）[4]
- 丸川苑子 - 須藤理彩[9][10]

#### 山崎家
- 山崎正美 - 夏川結衣[4]

#### 笠原家
- 笠原えつ子 - 中田喜子[4]

#### 松山家
- 松山基夫 - 尾美としのり[4]

#### 三橋家
- 三橋博子 - 京野ことみ[4]
- 三橋朗喜 - 植木祥平[9]
- 三橋博喜 - 中川稜己[10]

#### 真下家
- 真下耕市 - 浜野謙太[4]
- 真下多江 - 赤座美代子[9][10]

#### 長谷川家
- 長谷川小夜 - 吉行和子[4]
- 長谷川静美 - 輝 有子[10]
- 長谷川弘 - 須田邦裕[10]
- 長谷川千里 - 平澤宏々路[10]

#### 矢島家
- 矢島敏郎 - 三田村賢二[10]
- 矢島沙織 - 水崎綾女[9][10]
- 矢島みづき - 川田秋妃[10]
- 矢島ゆかり - 野田あかり[10]

#### 大柳家
- 大柳望 - 稲葉友[9][10]

#### 周辺人物
- 日置昭子 - 菜葉菜[9][10]
- 日置優 - 松澤一之
- 日置和代 - 桜一花
- 峠坂彩花 - 青木さやか[9][10]
- 鴻池美鈴 - 深尾あむ
- 野嶋恵一 - 阿達慶（ジャニーズJr.）[10]
- 梨木由歌 - 山口まゆ[9][10]
- ホームレス・藤田 - 不破万作[9][10]
- 北原医師 - 小久保丈二

### スタッフ
- 原作 - 津村記久子『つまらない住宅地のすべての家』
- 脚本 - 池田奈津子[11]
- 音楽 - サキタハヂメ[11]
- 制作統括 - 志村彰（The icon）、落合将（NHKエンタープライズ）、菓子浩（NHK）[11]
- プロデューサー - 高橋香奈実
- 演出 - 二宮崇、船谷純矢

### 放送日程
| 週 | 放送日   | 回 | 演出 |
| -- | -------- | -- | ---- |
| 1  | 10月10日 | 1  |      |
| 1  | 10月11日 | 2  |      |
| 1  | 10月12日 | 3  |      |
| 1  | 10月13日 | 4  |      |
| 2  | 10月17日 | 5  |      |
| 2  | 10月18日 | 6  |      |
| 2  | 10月19日 | 7  |      |
| 2  | 10月20日 | 8  |      |
| 3  | 10月24日 | 9  |      |
| 3  | 10月25日 | 10 |      |
| 3  | 10月26日 | 11 |      |
| 3  | 10月27日 | 12 |      |
| 4  | 10月31日 | 13 |      |
| 4  | 11月01日 | 14 |      |
| 4  | 11月02日 | 15 |      |
| 4  | 11月03日 | 16 |      |
| 5  | 11月07日 | 17 |      |
| 5  | 11月08日 | 18 |      |
| 5  | 11月09日 | 19 |      |
| 5  | 11月10日 | 20 |      |
| 6  | 11月14日 | 21 |      |
| 6  | 11月15日 | 22 |      |
| 6  | 11月16日 | 23 |      |
| 6  | 11月16日 | 24 |      |

### 映像ソフト
- 「つまらない住宅地のすべての家」Blu-ray、DVD BOX　発売日：2023年3月17日

| NHK総合 夜ドラ                                                           | NHK総合 夜ドラ                                             | NHK総合 夜ドラ                                       |
| 前番組                                                                   | 番組名                                                     | 次番組                                               |
| ------------------------------------------------------------------------ | ---------------------------------------------------------- | ---------------------------------------------------- |
| 星新一の不思議な不思議な短編ドラマ （第2弾） （2022年10月3日 - 10月6日） | つまらない住宅地のすべての家 （2022年10月10日 - 11月16日） | 作りたい女と食べたい女 （2022年11月29日 - 12月14日） |